# کانرد هایدکمپ
کانرد کانی هایدکمپ (زادروز: ۲۷ سپتامبر ۱۹۰۵ – درگذشت: ۶ مارس ۱۹۹۴) بازیکن فوتبالی آلمانی بود که بعنوان مدافع در تیم‌های بایرن مونیخ و دوسلدورفر اس‌سی ۹۹ (فوتونا دوسلدورف) بازی می‌کرد.
او از سال ۱۹۲۷ تا ۱۹۳۰، برای تیم ملی فوتبال آلمان ۹ مسابقه انجام داد و یک گل به ثمر رساند.
او موفق به کسب عنوان کاپیتانی در سال ۱۹۳۲ در باشگاه بایرن مونیخ شد. بعد از اینکه آنها در فینال آینتراخت فرانکفورت را با نتیجه‌ی ۰-۲ بردند و قهرمان مسابقات آلمان شدند، این عنوان به او تعلق گرفت و این باعث شد او به یکی از اسطوره‌های بایرن در دهه ۳۰ میلادی تبدیل شود.
او در طول سه فصل ۱۹۴۳ تا ۱۹۴۵ سرمربی بایرن مونیخ بود و در سال ۱۹۹۴ در شهر مونیخ درگذشت.

## زندگی شخصی
هایدکمپ همسرش مگدلاین را در بهار سال ۱۹۳۴ (در ۲۹ سالگی) ملاقات کرد و با وی ازدواج کرد. همسر او در یک مصاحبه بخاطر دقت شوتش به او لقب "نارنجک انداز" را داد.